# Норахта Мінсо
Норахта Мінсо (*бірм. နော်ရထာ မင်းစေ; 1551/1552 — 1607/1608) — 17-й володар держави Ланна у 1578—1607/1608 роках. Став першим бірманцем на троні.

## Життєпис

### Молоді роки
Походив з Першої династії Таунгу. Син володаря Баїннауна та його молодшої дружини Хтве Хла з династії Паган-Пінья (донька Гамані, віцекороля Дабаїну). Народився 1551 або 1552 року, отримавши ім'я Мін Тхасіт (бірм. မင်းသားစစ်). Зростав в палаці Канбавзатхаді у Пегу. У березні 1563 року статус Мін Тхасіта піднявся, коли його матір отримала статус третьої головної цариці з титулом язадеві.
Отримавши освіту в палаці, зацікавився літературою та поезію, виявивши хист до складання віршів. 27 лютого 1574 року пошлюбив стриєчну сестру Сінбюшин Медо, доньку стрийка Тадодхаммаязи II, віцекороля П'ї. Подружжя переїхало до Тарраваді, де Мін Тхасіт був призначений намісником, отримавши титул Тарраваді Мін.
У листопаді 1576 року отримав завдання виступити проти шанського князівства Могаунг. На чолі 16 тис. піхоти, 1300 вершників та 130 слонів атакував ворога. Незважаючи на погодні та географічні складнощі завдав поразки супротивникові, завершивши 30 вересня 1577 року кампанію захопленням собви Саосоконе. За цей успіх отримав титул Анората Мінсо, звідси походить його ім'я Норахта Мінсо (скорочений варіант).

### Володар Ланни
28 січня 1579 року призначається правителем Ланни. 2 липня того ж року відбулася його офіційна церемонія сходження на трон. 1581 року після смерті батька зберіг вірність його наступникові — брату Нандабаїну. У вересні 1582 року за наказом останнього (спільно з тестем) виступив проти найпівнічнішого шанського князівства Санда, яке було підкорено до квітня 1583 року.
1584 року викрив змову Тадо Мінсо, віцекороля Ави, після чого рушив проти нього. Але ще до прибуття на місце заколотника переміг Нандабаїн. 1584 року повстав Маха Таммарача, володар Аюттхаї. Сам Норахта Мінсо не брав участь у війні проти нього, надаючи лише військову та іншу допомогу для ведення війни Нандабаїном.
З погіршенням становища імперії таунгу внаслідок невдалих кампаній проти Аюттхаї позначилося на владі Норахта Мінсо в Ланні. Коли брат-імператор попросив допомоги, щоб прорвати аюттхайську облогу Пегу в грудні 1594 року, Норахта зіткнувся з великими труднощами, щоб зібрати війська. Лише в квітні 1595 року війська з Ланна прибули і прорвали облогу.
1595 року, коли повстав Кео Кумане, правитель Лансангу, Норахта Мінсо вимушен був перейти до оборони. На бік Лансангу перейшов Као Сетабута, намісник Нан. У відповідь Норахта Мінсо рушив на Нан, де у гирлі річки Нгао 25 листопада 1595 року завдав супротивникові рішучої поразки, відкинувши Сетабут і Ккео до Лансангу. Кео 1596 року помер, і загроза для східного кордону Ланна на час припинилася. Норахта призначив Пана Кхека новим намісником Нана.

### Незалежність
На початку 1597 року, скориставшись оголошенням незалежності Мін'є Тхіхатху II, віцекороля таунгу, сам оголосив про суверенність від імперії. Головним завданням стало зміцнення Ланни й оборона від зазіхань Аюттхаї та Лансангу. 1598 року Ворапіта, регент Лансангу вдерся до Ланни, захопивши провінцію Нан та просунувся до Чіангмаю. Проте Норахта Мінсо витримав облогу. Разом з тим Нан перейшов під владу Лансангу. У 1599 і 1600 роках вів боротьбу з аюттхайським правителем Наресуаном. Зрештою вимушен був визнати зверхність останнього, відправивши до Аюттхаї свого спадкоємця Тадо Мінсо, а доньку Мінтая Намадо видав заміж за Наресуана..
У 1601 році Рам Дечо, намісник Чіангсена, підняв повстання, яке поширилося на більшу частину держави. Землі, підвладні Норахті обмежувалися тепер Чіангмаєи, Пхаяу та Фангом. Проте невдовзі Рам Дечо почав війну проти Воравонґси II, правителя Лансангу. 1602 року останній спробував захопити Чіангмай, але той витримав облогу. До травня того ж року Норахта відвоював провінцію Нан. До 1603 року придушив повстання рам Дечо, відновивши єдність Ланни.
1605 року завдяки дипломатії зумів уникнути вторгнень з боку Н'яунйана, правителя імперії Таунгу, та нового аюттхайського правителя Екатотсарота. Решту панування було мирним. Помер Норахта Мінсо наприкінці 1607 або на початку 1608 року. За цим почалася боротьба між його синами Тадо Мінсо й Мін'є Дейбба, в якій останній здобув перемогу.

## Творчість
Був майстром складання віршів у формі яду — п'ятирядкові. Основною тематикою було кохання. Вірші часто присвячував своїй дружині Сінбюшин Медо.